# مايكروسوفت سواي
مايكروسوفت سواي (بالإنجليزية: Microsoft Sway)‏ هو برنامج لتطوير العروض التقديمية على ويب وهو أحد الافراد المنضمة حديثا إلى عائلة مايكروسوفت أوفيس لتطبيقات المكتب

ومن خلال التطبيق يتمكن المستخدم من إنشاء موقع ويب تقديمي من خلال الجمع ما بين النصوص والصور الثابتة أو المتحركة كما يمكنه استيراد محتويات من موقع يوتيوب وفيسبوك ووان درايف

يمكن عرض عروض سواي على أي مستعرض ويب أو على اجهزة الآيفون وأنظمة أندرويد

## تاريخ
في أكتوبر 2014 م أعلنت شركة مايكروسوفت عن اطلاق تطبيقها الجديد Sway للتجربة بين المستخدمين

## وصلات خارجية
- الموقع الرسمي